# Autoreflexivität
Autoreflexivität, wörtlich Selbstbezüglichkeit, ist ein Terminus technicus aus der Literaturwissenschaft und bezeichnet einen Aspekt der Referenz literarischer Texte: Sie intendiert immer einen jenseits des Textes liegenden Gegenstand – Lob des Herrschers, Darstellung von Heldentaten, Anrufung der Geliebten, Kritik gesellschaftlicher Verhältnisse – und zugleich sich selbst. Man nennt diese Textfunktion auch „Selbstreferenz“, „Selbstreferenzialität“, „Selbstreflexion“ oder „Selbstreflexivität“.

## Literarische Beispiele
„Der Begriff Autoreflexivität wird in der Literaturwissenschaft häufig verwendet, aber selten definiert“, heißt es auf der Website des buchjournals zu Christoph Schamms Studie Das Gedicht im Spiegel seiner selbst, und weiter: „Nicht selten wird die Selbstbezüglichkeit als wesentliches Merkmal der modernen Lyrik bezeichnet.“ – Dies gilt sicher auch für die anderen Gattungen der literarischen Moderne. Es bleibt aber festzuhalten, dass die Autoreflexivität eine strukturelle Dimension jedes literarischen Textes ist, in jeder Epoche. Bei Bachtin heißt es in diesem Zusammenhang: „Die Sprache stellt im Roman nicht nur dar, sondern dient auch selbst als Gegenstand der Darstellung.“ Etwas prägnanter formuliert Lotman: „Die sprachliche Struktur erscheint als Bedingung, als Mittel der Informationsübertragung, die literarische Struktur dagegen als ihr Ziel und Inhalt.“
Die Art der gewählten literarischen Verfahren und „Textformantien“ – Darstellungsperspektive, Aufbau, Syntax, Lexik, Klang (ggf. Reim), Rhythmus (ggf. Metrik) – stellen den Text in eine literarische Tradition (siehe Intertextualität), zu der er sich eher affirmativ oder eher in Opposition verhalten kann. Eine implizite Gattungs- und Literaturtheorie manifestiert sich dadurch, wie Gattungsnormen erfüllt oder gebrochen werden und wie sich der Text in Bezug auf Erwartungshorizonte positioniert. Signale für autoreflexive Konnotationen sind jede Form der Verfremdung im Aufbau des Textes und die Verwendung rhetorischer Figuren, insbesondere Wiederholungen, Leitmotive, Verweise, Rückblicke, Vorgriffe, Verfahren wie Zeitraffung und Zeitdehnung etc.
Ein offensichtlicher Fall der Autoreflexivität ist das Selbstzitat: In Bernhards Auslöschung heißt es: „Ich hatte Gambetti [...] aufgetragen, diese fünf Bücher auf das aufmerksamste [...] zu studieren: Siebenkäs von Jean Paul, Der Prozeß von Franz Kafka, Amras von Thomas Bernhard, Die Portugiesin von Musil, Esch oder Die Anarchie von Broch“. Nicht nur stellt hier der Erzähler seine eigene Erzählung in einen literarischen Kontext, sondern ein Bernhard-Text verweist auf einen anderen Bernhard-Text und adelt quasi beide, indem er sie – in einer histrionischen Anwandlung, natürlich nicht ohne Ironie bzw. Selbstironie – kanonisiert und in eine Reihe mit Klassikern der Weltliteratur stellt.
Weniger plakativ, aber nicht weniger offensichtlich ist der selbstreferentielle Gestus von Max Frischs Roman Stiller, der schon mit dem exklamatorischen Eingangssatz „Ich bin nicht Stiller!“ die Authentizität seines Titels und damit seiner selbst dementiert.
Als weiteres Beispiel für Autoreflexivität sei Kleists Penthesilea herangezogen: Renate Homann gliedert den Text in folgende Stationen: 1. Kampf, 2. Rosenszene, 3. Mord an Achilles, 4. Penthesileas Selbstmord. Dann korreliert sie die zweite Station mit der griechisch-römischen Naturdichtung, die dritte mit der klassischen griechischen Tragödie und die vierte mit dem mittelalterlichen Passionsspiel. Die implizite Gattungstheorie stellt das Schauspiel in die Tradition der „Querelle des Anciens et des Modernes“. In dem Kontext bedeutet die in der Penthesilea dominante Opposition von Eros und Thanatos, von Kampf und Lust einerseits den Gegensatz von Homerischer Poesie und nachhomerischer Rezeption, andererseits die Aufhebung, nämlich Darstellung und Überwindung dieses Gegensatzes im „ästhetischen Trauerspiel“.
Selbst Texte, die gar nicht im Verdacht stehen, Anspruch auf Literarizität zu erheben, wie – als beliebiges Beispiel – David Reads Roman Waters of the Sanjan, in dem sich der Protagonist, ein Massai, gegenüber unterschiedlichen Widrigkeiten behaupten muss und so zu einem angesehenen Führer seiner Altersgruppe heranreift und in dem das erzählerische Sujet die Darstellung und Konservierung traditioneller Lebensweisen und Gebräuche der Massai zu sein scheint – selbst solche Texte entbehren nicht einer autoreflexiven Dimension oder einer impliziten Texttheorie. Man tut dem Autor sicher nicht Unrecht, wenn man letztere in der Formel 'Erzählen ist quasi fotografische Abbildung von Wirklichkeit' zusammenfasst – mit allen Konsequenzen für die literarische Wertigkeit des Textes.

## Andere Kunstformen
Es wurde schon auf den Bereich der Bildenden Kunst hingewiesen. Das über die Literatur Gesagte gilt selbstverständlich genauso für die Malerei, die Bildhauerei, auch für die Musik, den Tanz und jede künstlerische Äußerung überhaupt. Immer stellt sich ein Kunstwerk in oder gegen eine Gattungs-Tradition und einen sozial-historischen Kontext und reklamiert zugleich die Definitionsmacht darüber, was ein Kunstwerk sei, so dass immer mit einer Metaebene zu rechnen ist.

## Philosophische Aspekte
Sämtliche menschliche Handlungen oder Akte – äußere wie innere – sind von einem „Aktbewusstsein“, wie es in der Phänomenologischen Literatur heißt, begleitet. Wenn ich einen Stein hebe, weiß ich, dass ich diesen Stein hebe. Wenn ich zweifle, weiß ich, dass ich zweifle – und sogar dass ich da bin, existiere, (siehe Descartes methodischen Zweifel). Offenbar ist es diese – anthropologisch gesprochen – Doppelnatur menschlicher Handlungen, die sich auch in künstlerischem Bereich manifestiert: Das Erzählen weiß, dass es erzählt, d. h. es weiß und proklamiert zugleich, was Erzählen, was eine Erzählung ist.

### Primärliteratur
- Bernhard, Thomas, Auslöschung. Ein Zerfall, Frankfurt am Main 1988 (suhrkamp taschenbuch 1563), ISBN 3-518-38063-X
- Frisch, Max, Stiller. Roman, Frankfurt am Main 1954, 36.–55. Tausend 1974 (suhrkamp taschenbuch 105), ISBN 3-518-06605-6
- Kleist, Heinrich von, Sämtliche Werke und Briefe, hg.v. Helmut Sembdner, siebte, ergänzte und revidierte Auflage, Darmstadt 1983
- Read, David,  and Pamela Brown, Waters of the Sanjan. A Historical Novel of the Masai, Selbstverlag David Read 1982, überarb. Aufl. 1989, ISBN 9987-8920-1-9

### Sekundärliteratur
- Marc Bauch: Selbstreflexivität im amerikanischen Musical, Köln 2013 (Kapitel 2: Selbstreflexivität in der Literatur)
- Homann, Renate: Selbstreflexion der Literatur. Studien zu Dramen von G.E. Lessing und H. von Kleist, München 1986
- Schamm, Christoph, Das Gedicht im Spiegel seiner selbst. Autoreflexivität in der italienischen Lyrik von der ästhetizistischen Décadence bis zur futuristischen Avantgarde,  München 2006, ISBN 978-3-89975-565-7
- Stadler, Hermann (Hg.), Deutsch. Verstehen-Sprechen-Schreiben, 3. Aufl., Frankfurt am Main 1976 (= FischerKolleg Das Abitur-Wissen, Bd. 6), ISBN 3-436-01786-8
- Zima, Peter V. (Hg.), Textsemiotik als Ideologiekritik, Frankfurt am Main 1977